# جيسي وودرو ويلسون ساير
جيسي وودرو ويلسون ساير (بالإنجليزية: Jessie Woodrow Wilson Sayre) (و. 1887 – 1933 م) كانت ابنة رئيس الولايات المتحدة الأمريكية وودرو ويلسون. ولدت في غينسفيل .
وهي عضوة في الحزب الديمقراطي الأمريكي .

## التعليم
تعلمت في جامعة برنستون.

## مناصب وهيئات
أدارت جامعة هارفارد.